# Enealtok
Enealtok är en ö i Marshallöarna.   Den ligger i kommunen Arnoatollen, i den sydöstra delen av Marshallöarna, 30 km nordost om huvudstaden Majuro. Arean är 0,35 kvadratkilometer.
Terrängen på Enealtok är platt. Öns högsta punkt är 17 meter över havet. Den sträcker sig 0,9 kilometer i nord-sydlig riktning, och 0,6 kilometer i öst-västlig riktning.